# Prószków
Pruskov nebo Proskov (polsky Prószków, historicky též Prosków, německy Proskau, slezsky Pruskōw) je město v jižním Polsku v Opolském vojvodství v okrese Opolí, sídlo stejnojmenné městsko-vesnické gminy. Leží na historickém území Horního Slezska na Slezské nížině zhruba 10 km jižně od Opolí. V roce 2024 mělo 2 552 obyvatel. Při sčítání lidu v roce 2011 se 26,2 % obyvatel přihlásilo k německé národnosti a roku 2010 byla ve městě zavedena oficiální dvojjazyčnost.

## Historie a pamětihodnosti

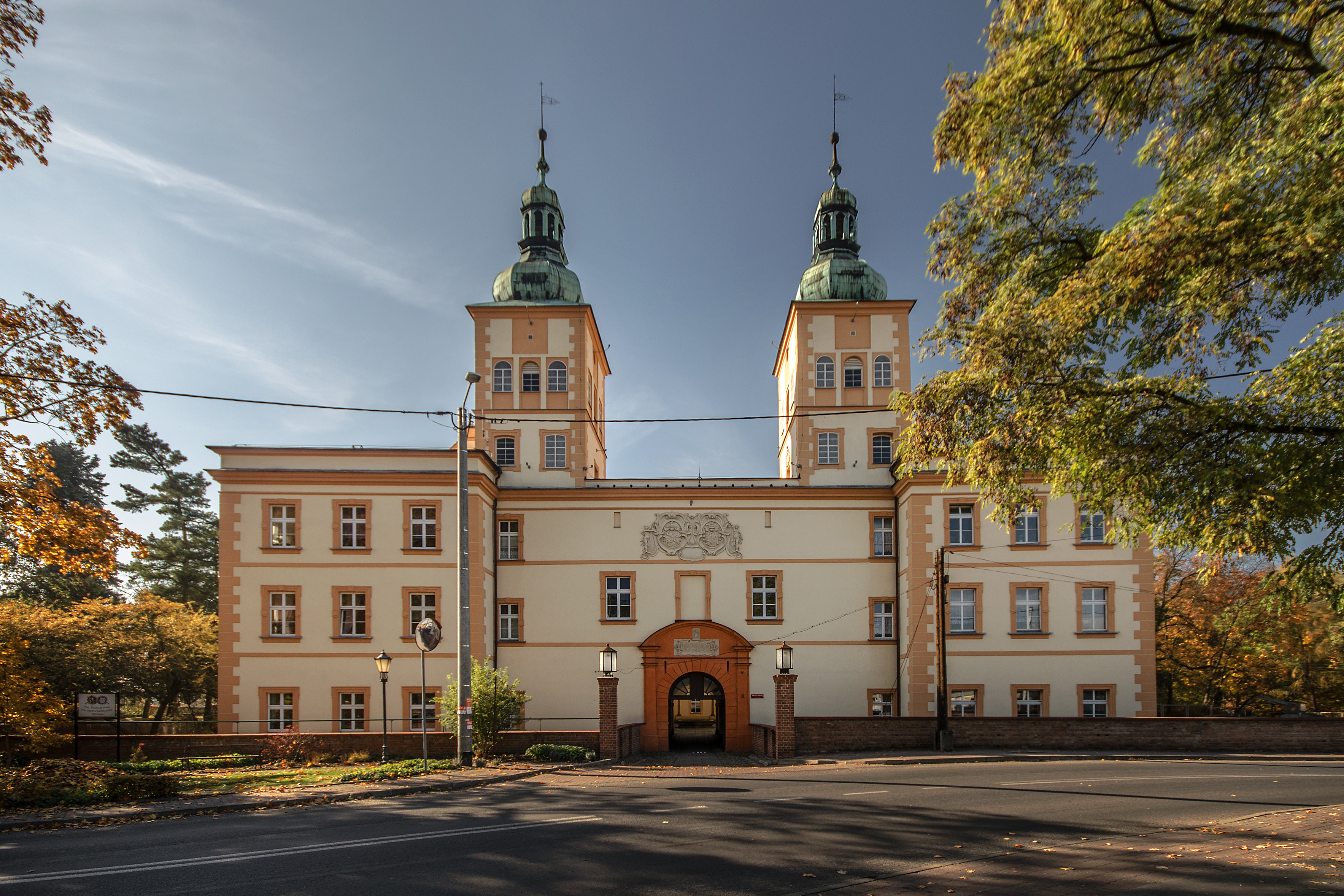
Zámek

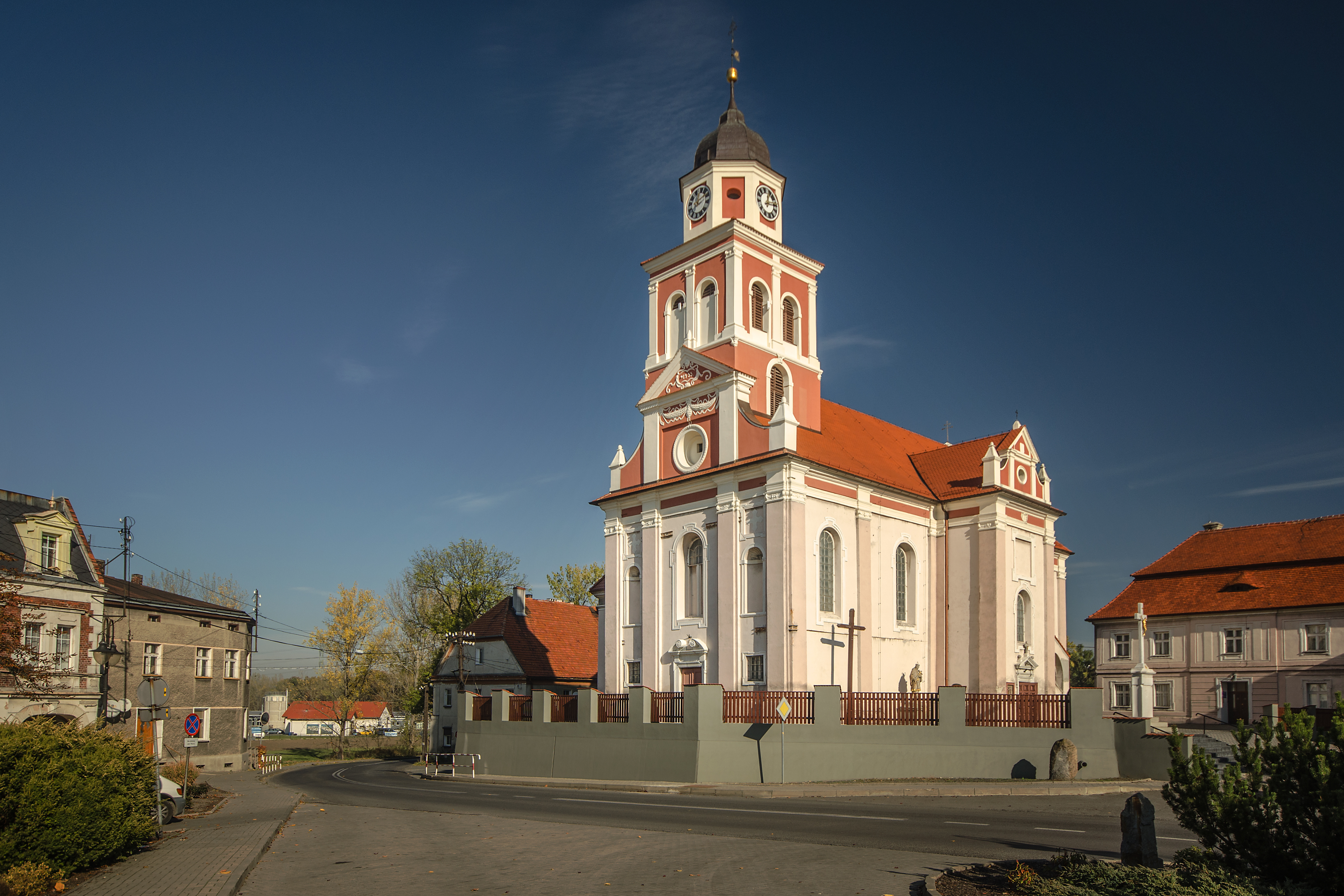
Kostel sv. Jiří

První písemná zmínka pochází z roku 1250. Po staletí Pruskov sdílel osudy Opolského knížectví v rámci Koruny české a od roku 1742 Pruského Slezska. V roce 1560 získal status města, který mu byl odňat v roce 1915 a opět přiznán v roce 2004.
Od 14. století až do roku 1769 byl majetkem Pruskovských z Pruskova. Renesanční zámek postavený v druhé poloviny 16. století na podnět Jiřího IV. Pruskovského byl během třicetileté války vypálen Švédy a do roku 1677 obnoven v barokním stylu podle návrhu milánského architekta Giovanniho Seregna. Rovněž v barokním stylu stejným architektem byl obnoven zničený farní kostel svatého Jiří. Poslední představitel rodu Leopold Erdmann založil v roce 1763 úspěšnou manufakturu na výrobu fajánse působící do poloviny 19. století. Po jeho smrti v roce 1769 se pruskovské statky dostaly do rukou Ditrichštejnů, kteří je roku 1783 odprodali pruskému státu.
V roce 1847 byla v Pruskově zřízena Zemědělská akademie (Landwirtschaftliche Akademie Proskau), která sídlila na zdejším zámku do roku 1881, kdy byla jako Královská vysoká škola zemědělská (Königlich Landwirtschaftliche Hochschule) přesunuta do Berlína. V roce 1868 vznikl Královský pomologický ústav (Königlich Pomologisches Institut) a na severním okraji městečka postupně vyrostla čtvrť dnes nazývaná Pomologia tvořená 17hektarovým arboretem a navazujícími školními a hospodářskými budovami. Ústav působil do roku 1915, později byl přejmenován na Královskou školu zahradnickou a sadařskou a v roce 1924 degradován na Nižší zahradnickou školu. Po druhé světové válce na tyto tradice navázala Střední škola zahradnická Józefa Warszewicze (Zespół Szkół Ogrodniczych im. Józefa Warszewicza). Teplota 40,2 °C naměřená v Pruskově 29. července 1921 platí za dosud nepřekonaný teplotní rekord na území dnešního Polska.
V roce 1910 v Pruskově žilo 2 290 osob, z toho 81,2 % německojazyčných a 89,2 % katolíků (248 osob uvedlo evangelickou víru a 401 „vasrpolštinu“ jako obcovací jazyk). V hornoslezském plebiscitu v březnu 1921 se 91,2 % obyvatel vyslovilo pro setrvání v Německu. Po druhé světové válce městečko připadlo Polsku a stalo se v roce 1950 součástí Opolského vojvodství. Zámek, zrekonstruovaný v roce 2011, je v současnosti využíván jako domov důchodců.